# Adlerbrant
Adlerbrant är en utslocknad svensk adelsätt, som tidigare hette Branting.
Anrep uppger att ättens äldste kände stamfader var en regementsskrivare vid Smålands kavalleri, Göran Branting, vars son assessorn Gabriel Branting (1682–1746) slutligen blev landskamrerare i Växjö, och som med sin hustru Sophia Gahm instiftade ett stipendium till Växjö gymnasium. Anrep uppger att Gabriel Branting hade blivit lovad adelskap av kung Fredrik I men att det stannade därvid. Dennes son Sigfrid Branting (1714–1760) var verksam vid hovet samt överjägmästare i Småland och Blekinge när han 1756 adlades med namnet Adlerbrant. Hans hustru hette Anna Christina Queckfelt (1723–1800), vars mor tillhörde ätten Hammarfelt. Av barnen gifte sig två döttrar von Rosen och Stenfelt, medan äldsta dottern först var gift med Zakarias Kniberg adlad Stiernecreutz men skilde sig och gifte sig med den ofrälse jägmästaren Theodor Ahlberg.
Den ende sonen som levde till vuxen ålder var äldste barnet Gabriel Adlerbrant (1748–1820), sedermera hovrättsråd och riddare av Nordstjärneorden, med vilken ätten blev introducerad år 1766 på nummer 2034. Han fick i sitt äktenskap med den ofrälse hovrättsrådsdottern Fredrika Lundeberg (1744–1803) ett barn, Thure Gabriel Adlerbrant (1780–1853), likaså hovrättsråd. Med denne, som förblev ogift, utgick ätten 1853.